# Maxillaria ecuadorensis
Maxillaria ecuadorensis är en orkidéart som beskrevs av Rudolf Schlechter. Maxillaria ecuadorensis ingår i släktet Maxillaria och familjen orkidéer.
Artens utbredningsområde är Ecuador. Inga underarter finns listade i Catalogue of Life.